# Пена Сан Ђовани
Пена Сан Ђовани (итал. Penna San Giovanni) насеље је у Италији у округу Мачерата, региону Марке.
Према процени из 2011. у насељу је живело 554 становника. Насеље се налази на надморској висини од 599 м.

## Становништво
| 1931. | 1936. | 1951. | 1961. | 1971. | 1981. | 1991. | 2001. | 2011. |
| ----- | ----- | ----- | ----- | ----- | ----- | ----- | ----- | ----- |
| 3.420 | 3.468 | 3.400 | 2.821 | 1.941 | 1.537 | 1.376 | 1.302 | 1.154 |